# St. Marys Point (Minnesota)
St. Marys Point és una població dels Estats Units a l'estat de Minnesota. Segons el cens del 2000 tenia 344 habitants.

## Demografia
Segons el cens del 2000, St. Marys Point tenia 344 habitants, 132 habitatges, i 95 famílies. La densitat de població era de 332 habitants per km².
Dels 132 habitatges en un 34,1% hi vivien nens de menys de 18 anys, en un 57,6% hi vivien parelles casades, en un 10,6% dones solteres, i en un 28% no eren unitats familiars. En el 22,7% dels habitatges hi vivien persones soles el 7,6% de les quals corresponia a persones de 65 anys o més que vivien soles. El nombre mitjà de persones vivint en cada habitatge era de 2,61 i el nombre mitjà de persones que vivien en cada família era de 3,11.
Per edats la població es repartia de la següent manera: un 28,2% tenia menys de 18 anys, un 4,4% entre 18 i 24, un 27,9% entre 25 i 44, un 27,6% de 45 a 60 i un 11,9% 65 anys o més.
L'edat mediana era de 40 anys. Per cada 100 dones de 18 o més anys hi havia 91,5 homes.
La renda mediana per habitatge era de 61.750 $ i la renda mediana per família de 75.441 $. Els homes tenien una renda mediana de 41.875 $ mentre que les dones 37.188 $. La renda per capita de la població era de 36.905 $. Entorn del 2,9% de les famílies i el 5,8% de la població estaven per davall del llindar de pobresa.

## Poblacions més properes
El següent diagrama mostra les poblacions més properes.